# Knights of Space
Knights of Space is een van de vele live muziekalbums van de Britse band Hawkwind. Het is opgenomen in het Astoria Theatre in Londen op 19 december 2007. De concerten van Hawkwind zijn nauwelijks van elkaar te onderscheiden. De composities bestaat voor het grote deel uit hetzelfde stramien: een intro van synthesizers en basgitaar; het lied en een outtro. Een verschil in dynamiek en tempo is er eigenlijk niet. Men heeft in al die jaren van hun bestaan ook nauwelijks repertoire afgeleverd dat gezien kan worden als een ballad. De rustige tracks bestaan uit een typische Hawkwind-compositie, maar dan iets minder luid en minder snel.
De spacerock van Hawkwind kan het best vergeleken worden met een kruising tussen hardrock en minimal music; de herhalende patronen moeten de luisteraar in een trance brengen. Daarbij komt dat de muziek live, een verschil met de opname, voor spacerock-muziek vrij hard is. De combinatie herhalende patronen, luidheid en het feit dat de zaal veelal grijs ziet van de jointrook, zorgen ervoor dat de luisteraar wordt onderworpen aan wat zij zelf noemen Sonic Attack.
De meeste concerten gaan gepaard met beeldeffecten.

## Musici
- Dave Brock - gitaar, toetsen, zang
- Tim Blake - toetsen, theremin
- Jason Stuart - toetsen
- Mr. Dibs - basgitaar, zang
- Richard Chadwick - slagwerk, zang

## Composities

### CD1
1. "Black Corridor" (Michael Moorcock)
2. "Aero Space Age Inferno" (Robert Calvert)
3. "Space Love" (Hawkwind)
4. "The Awakening" (Calvert)
5. "Orgone Accumulator" (Calvert/Dave Brock)
6. "Paradox" (Brock)
7. "Robot" (Calvert/Brock)
8. "Abducted" (Tree/Brock) /"Alien (I Am)" (Brock) / "Alien Poem" (Hawkwind)

### CD2
1. "Master of the Universe" (Nik Turner/Brock)
2. "Time We Left" (Brock)
3. "Lighthouse" (Tim Blake)
4. "(Arrival in) Utopia" (Brock)
5. "Damnation Alley" (Calvert/Brock/Simon House)
6. "Sonic Attack" (Moorcock)
7. "Welcome to the Future" (Calvert)
8. "Flying Doctor" (Calvert/Brock)
9. "Silver Machine" (Calvert/Brock)

Het album komt uit op cd en Dvd.